# Hieracium niveobarbatum
Hieracium niveobarbatum es una especie de planta con flor del género Hieracium, de la familia Asteraceae, orden Asterales.

## Distribución
Hieracium niveobarbatum se distribuye por Italia.

## Taxonomía
Fue descrita científicamente por Arv.-Touv. ex Gottschl.